# Samsung Galaxy Tab 3 Lite 7.0
Samsung Galaxy Tab 3 Lite 7.0 — это 7-дюймовый планшетный компьютер на базе Android, производимый и продаваемый компанией Samsung Electronics.

## История
Galaxy Tab 3 Lite 7.0 был анонсирован 16 января 2014 года. Эта серия устройств имеет 2 варианта: T110 и T111. Он был доступен по цене $159.

### Цвета
Samsung Galaxy Tab 3 был выпущен в трех цветах в 2013 году: черный, белый и золотисто-коричневый. Еще четыре цвета были представлены позже в 2014 году: персиково-розовый, сине-зеленый и лимонно-желтый.

## Функции
Galaxy Tab 3 Lite 7.0 был выпущен с Android 4.2.2 Jelly Bean. Samsung настроил интерфейс с помощью своего программного обеспечения TouchWiz UX. Помимо приложений от Google, включая Google Play, Gmail и YouTube, он имеет доступ к приложениям Samsung, таким как S Voice, S Planner.
Galaxy Tab 3 Lite 7.0 доступен в вариантах WiFi-only и 3G & Wi-Fi . Объем памяти составляет всего 8 ГБ для каждой модели, а для расширения предусмотрен слот для карт microSD. Он оснащен 7-дюймовым TFT LCD-экраном с разрешением 1024x600 пикселей и только задней камерой.